# Leontodon rosani
Leontodon rosani là một loài thực vật có hoa trong họ Cúc. Loài này được (Ten.) DC. mô tả khoa học đầu tiên năm 1838.